# Rilton Cup

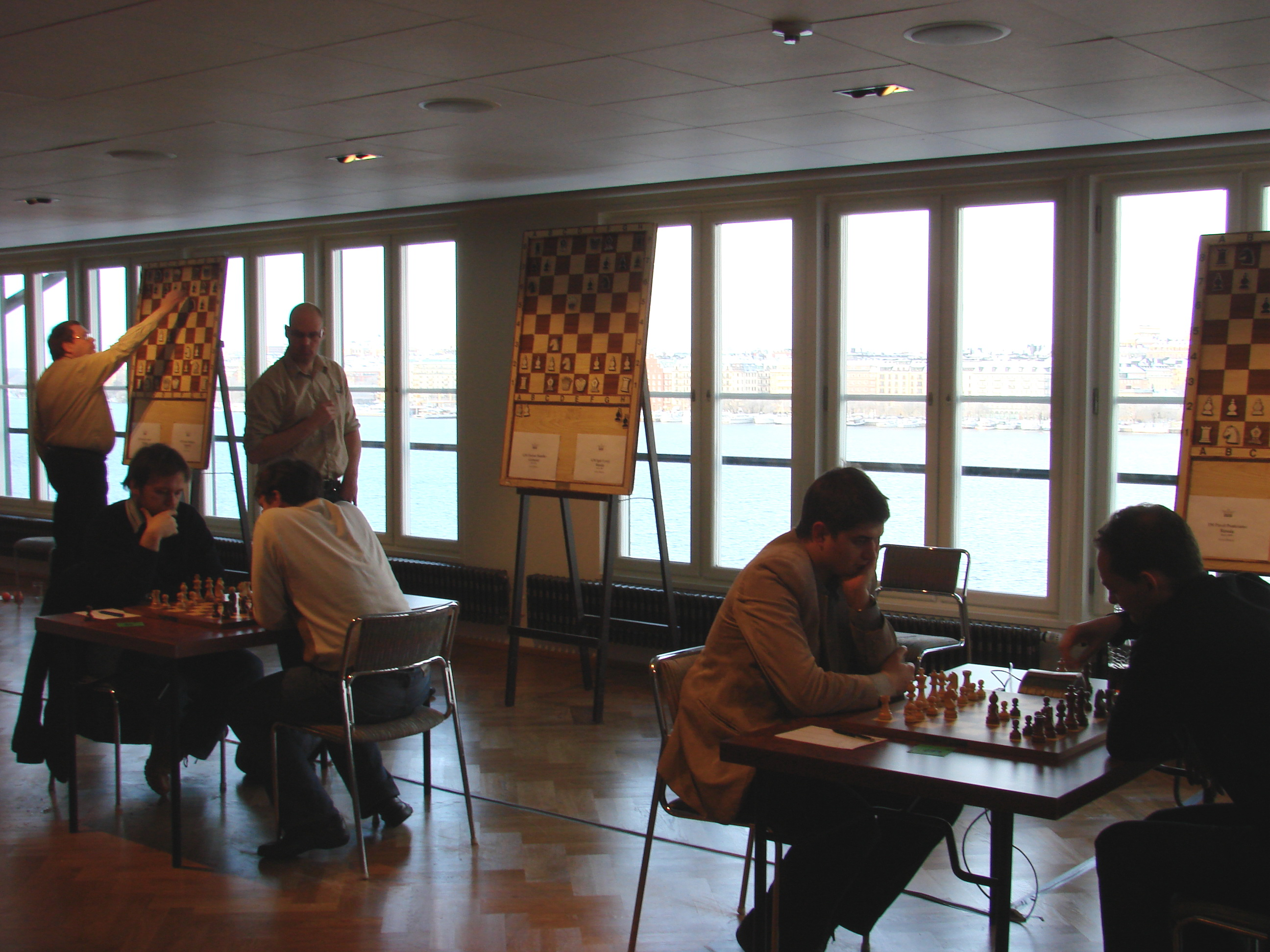
Sala turniejowa (edycja 2009/10)

Rilton Cup (ang. Puchar Riltona) – cykliczny otwarty turniej szachowy, organizowany od 1971 roku. Poświęcony jest pamięci szwedzkiego szachisty i lekarza Tore Riltona, założyciela fundacji Rilton, mecenasa szachów w Szwecji i rozgrywany corocznie na przełomie stycznia oraz grudnia w Sztokholmie. Z biegiem lat obsada turnieju stawała się coraz silniejsza i aktualnie Rilton Cup zaliczany jest do najbardziej znanych otwartych turniejów na świecie.
W turnieju wielokrotnie startowali polscy szachiści, w latach 70. i 80. XX wieku sukcesy odnosili Jacek Bednarski i Aleksander Sznapik, w edycjach 1994/95, 1995/96 i 2012/13 zwyciężał Michał Krasenkow, a w 2007/08, 2008/09 i 2009/10 – Radosław Wojtaszek.

## Zwycięzcy dotychczasowych turniejów
| Lp. | Rok       | Zwycięzcy | Wynik  |
| --- | --------- | --- | ------ |
| 1   | 1971/1972 | Jan Timman | 7½ (9) |
| 2   | 1972/1973 | Jan Timman, Predrag Ostojić | 7½ (9) |
| 3   | 1973/1974 | István Bilek, Börje Jansson, Ole Jakobsen Heikki Westerinen, Sejer Holm                                                                          | 7 (9)  |
| 4   | 1974/1975 | Heikki Westerinen, Axel Ornstein | 7½ (9) |
| 5   | 1975/1976 | Börje Jansson, Konstanty Kaiszauri | 7½ (9) |
| 6   | 1976/1977 | Sergio Mariotti | 7½ (9) |
| 7   | 1977/1978 | Börje Jansson, Lars Karlsson, Lars-Ake Schneider                                                                                                 | 7½ (9) |
| 8   | 1978/1979 | Harry Schüssler | 7½ (9) |
| 9   | 1979/1980 | Konstanty Kaiszauri | 7½ (9) |
| 10  | 1980/1981 | Axel Ornstein, Lars-Ake Schneider | 7½ (9) |
| 11  | 1981/1982 | Lars-Ake Schneider | 7 (9)  |
| 12  | 1982/1983 | Ralf Åkesson | 7 (9)  |
| 13  | 1983/1984 | Axel Ornstein, Kirył Georgijew | 7 (9)  |
| 14  | 1984/1985 | Caspar Carleson, Thomas Welin, Lars-Ake Schneider                                                                                                | 6½ (9) |
| 15  | 1985/1986 | Michael Wiedenkeller | 7 (9)  |
| 16  | 1986/1987 | Juan Manuel Bellón López, Lars-Ake Schneider Iwan Radułow, Michael Wiedenkeller                                                                  | 6½ (9) |
| 17  | 1987/1988 | Michaił Gurewicz, Ivan Sokolov | 7 (9)  |
| 18  | 1988/1989 | Ilja Smirin | 7 (9)  |
| 19  | 1989/1990 | Tom Wedberg | 7 (9)  |
| 20  | 1990/1991 | Aleksiej Wyżmanawin | 8 (9)  |
| 21  | 1991/1992 | Margeir Pétursson, Dan Cramling, Igor Chenkin | 7½ (9) |
| 22  | 1992/1993 | Andriej Charłow, Jonny Hector | 7½ (9) |
| 23  | 1993/1994 | Lars Bo Hansen, Jonny Hector, Tiger Hillarp Persson                                                                                              | 7½ (9) |
| 24  | 1994/1995 | Michał Krasenkow | 7½ (9) |
| 25  | 1995/1996 | Michał Krasenkow | 7½ (9) |
| 26  | 1996/1997 | Joel Benjamin, Jurij Jakowicz, Jóhann Hjartarson                                                                                                 | 7 (9)  |
| 27  | 1997/1998 | Igor Chenkin | 7½ (9) |
| 28  | 1998/1999 | Michaił Ułybin | 7½ (9) |
| 29  | 1999/2000 | Siergiej Iwanow | 7½ (9) |
| 30  | 2000/2001 | Jurij Jakowicz, Thomas Ernst | 7 (9)  |
| 31  | 2001/2002 | Jewgienij Agrest, Bogdan Lalić Tom Wedberg, Walerij Popow                                                                                        | 7 (9)  |
| 32  | 2002/2003 | Jonas Barkhagen | 7½ (9) |
| 33  | 2003/2004 | Ralf Åkesson, Nick de Firmian, Tomi Nybäck | 7 (9)  |
| 34  | 2004/2005 | Siergiej Wołkow, Jewgienij Glejzerow, Emanuel Berg                                                                                               | 7 (9)  |
| 35  | 2005/2006 | Eduardas Rozentalis, Siergiej Iwanow, Tomi Nybäck Jewgienij Postny, Normunds Miezis                                                              | 7 (9)  |
| 36  | 2006/2007 | Robert Fontaine | 7½ (9) |
| 37  | 2007/2008 | Radosław Wojtaszek, Pia Cramling, Jewgienij Agrest David Berczes, Vasilios Kotronias, Tomi Nybäck Siergiej Iwanow, Bengt Lindberg, Kaido Külaots | 6½ (9) |
| 38  | 2008/2009 | Radosław Wojtaszek, Sebastian Bogner | 7 (9)  |
| 39  | 2009/2010 | Eduardas Rozentalis, Radosław Wojtaszek, Igor Łysyj Pawieł Ponkratow, Luke McShane                                                               | 6½ (9) |
| 40  | 2010/2011 | Siergiej Wołkow | 8 (9)  |
| 41  | 2011/2012 | Aleksandr Szymanow | 7½ (9) |
| 42  | 2012/2013 | Michał Krasenkow | 7½ (9) |
| 43  | 2013/2014 | Jon Ludvig Hammer | 7½ (9) |
| 44  | 2014/2015 | Jon Ludvig Hammer, Tiger Hillarp Persson | 7 (9)  |
| 45  | 2015/2016 | Maxim Rodshtein | 8 (9)  |
| 46  | 2016/2017 | Krishnan Sasikiran | 7½ (9) |
| 47  | 2017/18   | Kirill Alekseenko | 7½ (9) |
| 48  | 2018/19   | Tamir Nabaty | 8 (9)  |